# La Femme auteur
Ne doit pas être confondu avec La Femme auteur (Genlis).
La Femme auteur est une nouvelle d’Honoré de Balzac, probablement rédigée en 1847, lors de son séjour à Wierzchownia chez Évelyne Hanska. Les seize feuillets du manuscrit ont pu être réunis grâce au patient travail de collectionneur du vicomte Charles de Spoelberch de Lovenjoul et, après lui, aux « archéologues littéraires » qui ont cherché à remettre en ordre, à interpréter le sens de ces textes en cherchant ce qui les rattachait à La Comédie humaine. Le texte figure actuellement au tome XII de la Pléiade, sous le titre : Ébauche rattachée à « La Comédie humaine ».

## Le style
Plus que jamais préoccupé par des problèmes financiers, Balzac mettait la dernière main à sa pièce Le Faiseur, et travaillait en même temps à La Marâtre, autre pièce destinée à faire rentrer des fonds rapidement. Ceci explique le style particulier de cette nouvelle, pratiquement toute en dialogue, comme une pièce de théâtre.